# Amieva
Amieva es un concejo español de la comunidad autónoma del Principado de Asturias. Limita al norte con Parres, al sur con Posada de Valdeón y Oseja de Sajambre en León, al este con Cangas de Onís y al oeste con Ponga. También es el nombre de una parroquia del concejo. La capital es Sames. Es atravesado por el río Sella. Cuenta con una población de 699 habitantes (INE 2017).

## Geografía
Ubicado en la zona suroriental de Asturias, riegan este territorio las aguas del Sella en cuyo cauce confluyen el río Ponga y el río Dobra. El Sella y el Ponga configuran fértiles valles, mientras que el Dobra desciende encajonado. En el concejo se ubica el Monumento Natural Red de Toneyu.
Este concejo está configurado por profundos desfiladeros al lado de grandes bosques que le otorgan una gran belleza natural. Se conservan grandes bosques autóctonos: fresnos, olmos, sauces, etc., que crecen al borde de los ríos, según se va ascendiendo aparecen los castaños y robledales. Al este del Dobra se orientan las primeras estribaciones del Macizo Occidental de los Picos de Europa que está incluido en el Parque nacional de Covadonga y Picos de Europa, donde se localiza la cota más alta del Amieva, la Torre´l Mediu de 2467 metros y la Pica Rezo de 1964 metros.

## Historia

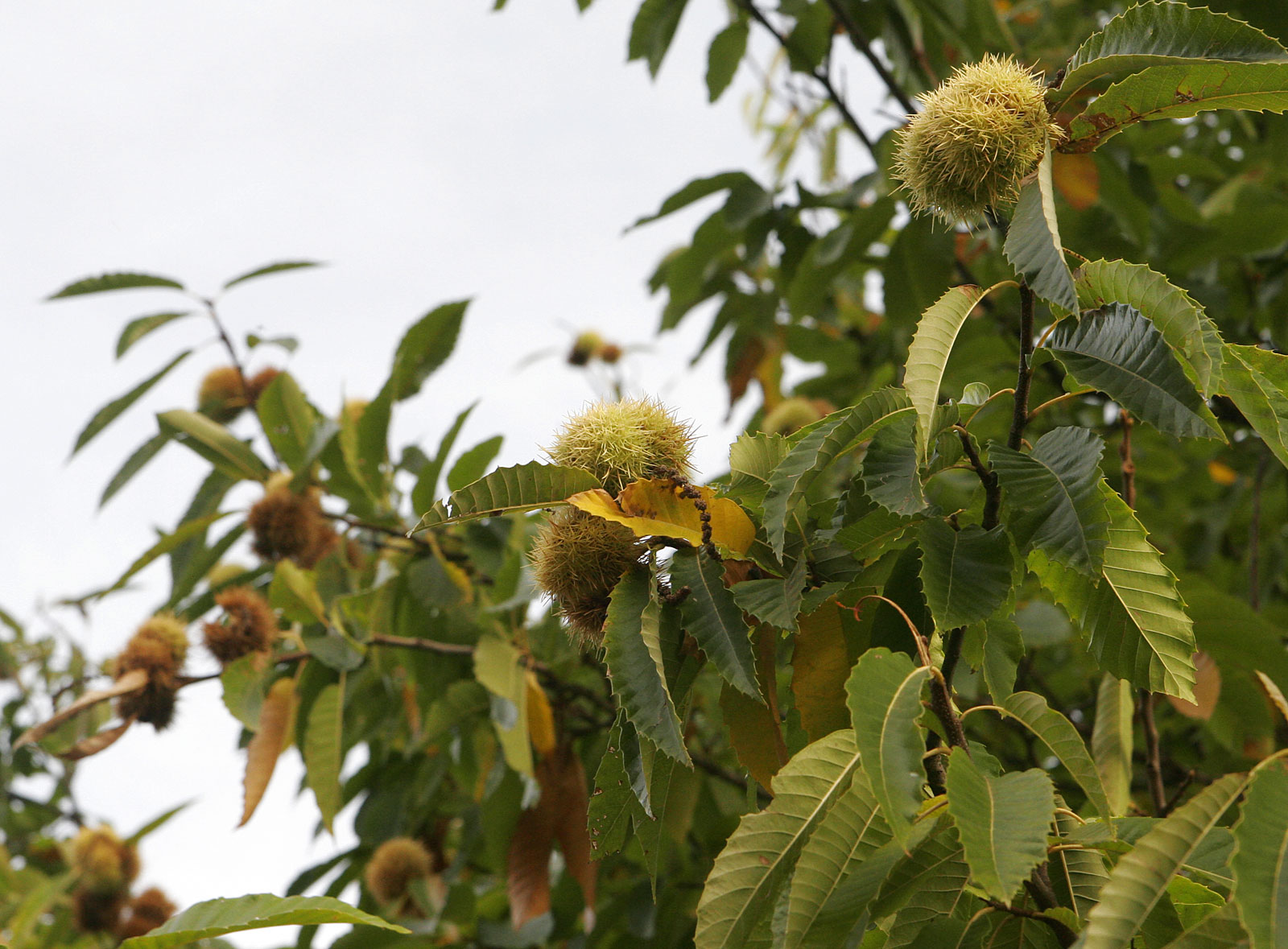
Castaño repleto de castañas

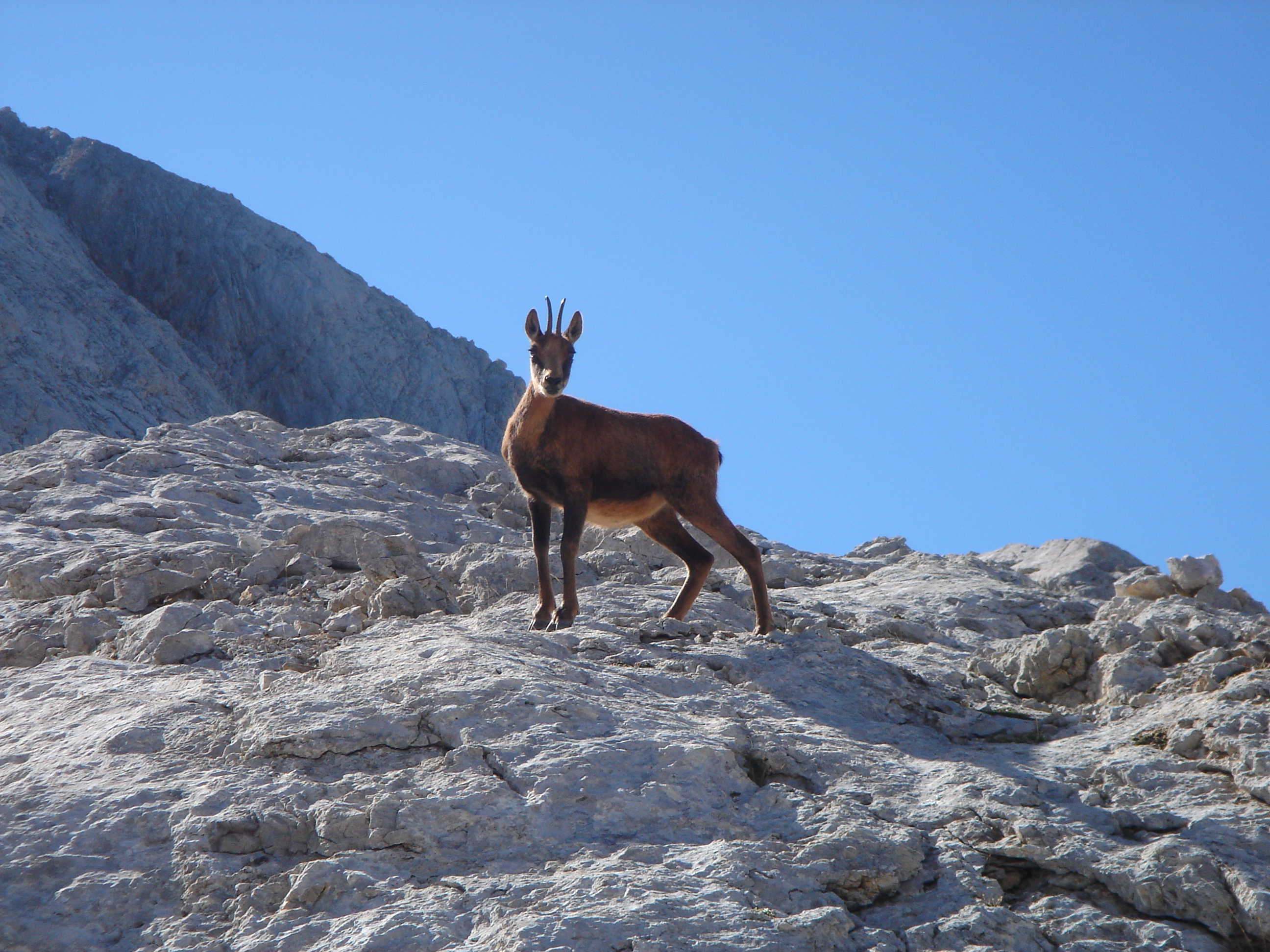
Rebeco en los Picos de Europa

### Prehistoria
Su riqueza arqueológica no es muy extensa debido principalmente a su orografía que hacía más apetecible para los primeros colonizadores las regiones más bajas en las que sí se encuentran abundantes restos prehistóricos, pero sí nos permite constatar presencia humana en el Paleolítico superior en la parte alta del Sella. Así en la cueva de Collubil en las cercanías de Campurriondi, los útiles aquí hallados comprenden a la industria lítica y ósea del periodo paleolítico.
Los primeros ciclos metalúrgicos aparecen representados por el dolmen de Mian en Sames, desgraciadamente desaparecido por la desafortunada intervención de Sebastián de Soto Cortés, del que se conservan sólo dos hachas fabricadas en piedra pulida en el Museo Arqueológico de Oviedo, debido al afán coleccionista que imperaba en la época, este dolmen suele relacionarse con otros dos del oriente asturiano: los dólmenes de Abamia y Santa Cruz en Cangas de Onís.
En la edad de hierro, hay escasez de poblados fortificados, lo que llamamos castros. Ni uno sólo ha sido localizado, pero fuentes diversas parecen confirmar que este territorio, estuvo habitado por pueblos prerromanos-cántabros y astures de la tribu de los vadinienses, en torno a los valles. La conquista romana tuvo en esta comarca más consecuencias militares que geoestratégicas.

### Edad Media
En el periodo altomedieval aparece, mejor definido el territorio del concejo, teniendo varios documentos que lo prueban como la documentación medieval del monasterio leonés de Sahagún, donde se alude en el siglo X a una vía de comunicación que unía las tierras de Amieva con la Meseta. Esto lo confirma también los privilegios que el rey Alfonso VII otorgó a favor de una alberguería en el puerto de Pontón y la construcción del puente de piedra sobre el río de su nombre (el río Dobra).
Amieva, aparece ya en la decimocuarta centuria plenamente consolidada, como uno de los consejos asturianos, así aparece entre el grupo de concejos que se unió a la causa del rey Don Pedro, con varios municipios leoneses.
Toda esta falta de documentación, en parte fue debida a que en un medio rural de este tipo, el sector predominante fue el ganadero.

### Edad Moderna
El periodo de la Edad Moderna está mucho mejor documentado, en parte gracias al catastro del Marqués de la Ensenada, realizado en 1752 en el que constata este concejo como predominantemente, de abrupta orografía. El terreno cultivado en esta época era sólo el 7,2%, al tiempo que el 12,5% se dedicaba a pastos. Estos pastos eran comunales del municipio, repartidos entre el alto y bajo Amieva, y servían de alimento al ganado, que ya en esa época era la principal fuente de riqueza. Este aprovechamiento mancomunado de los pastos no estuvo exento de enfrentamientos y pleitos: En el siglo XV hay una disputa con los concejos leoneses de Valdeón y Sajambre, estando dichos pleitos en vigor todavía hasta bien entrado el siglo XX.
Como entidad concejil Amieva concurrió a la Junta General celebrada en 1504 en el convento ovetense de San Francisco, para dar posesión al nuevo corregidor don Fernando Álvarez de Toledo y Herrera. De los cargos que aparecen citados en este año podemos incluir dos jueces (uno plebeyo y otro noble) encargados de impartir justicia en el consejo a designación del ayuntamiento que estaba compuesto a su vez por cuatro regidores vitalicios y un alférez mayor.
En el siglo XVI, el ayuntamiento estaba gobernado por cuatro regidores pertenecientes a las familias más poderosas del concejo, García de Paraya, Blanco de Sebarga, Martínez y Sobrecueva (de Argolibio) y Vega y Cuesta (de Sames). El alférez era perteneciente a los Cirieño.
En 1752 los cargos de regidores recaían sobre Juan González de Carbes, José de Cangas Posada, Cosme González, Gonzalo Cirieño, siendo alférez mayor Manuel Antonio Noriega de Parres.
La casa consistorial estaba en Sames, la capital del concejo, pero con anterioridad el Ayuntamiento estuvo en el lugar de Amieva, del que toma su nombre el concejo. En la localidad de Cirieño se conserva el recuerdo de que la casona edificio del siglo XV fue utilizada como juzgado y donde eran elegidos en el siglo XVII los procuradores del concejo.

### Edad Contemporánea
En el siglo XIX con la guerra de la Independencia, jóvenes del concejo se integraron en el regimiento de Cangas de Onís, que se ocupó de la defensa del puerto de Beza, tanto durante la primera, como en la segunda invasión, no logrando nunca Francia un control efectivo de este territorio.
En el siglo XIX, el principal sustento del concejo era el ganado vacuno, ya que apenas había industrialización, lo cual empezó a provocar la emigración a ultramar, llevándose jóvenes a Cuba, Argentina, Venezuela, etc. Un elemento clave para las mejoras de la comunicación, fue la construcción de la carretera del Pontón a Arriondas, vía esta que seguía el curso del Sella. Al margen de esta carretera quedó la capital Sames lo que unido a la ruina del viejo edificio del Ayuntamiento, hizo su traslado a Precendi, por donde discurría la vía que es donde se halla actualmente.
Iniciada la guerra civil, la senda del puerto de Beza y la carretera del Pontón, vías de unión entre Cangas de Onís y León se convertirán en pasos estratégicos.
En la actualidad Amieva tiene como principal actividad económica la ganadería, la agricultura y la explotación forestal. Hoy en día empieza a ser un destacado centro de turismo rural.

## Demografía
Amieva cuenta con una población de 603 habitantes (INE 2024).
| Gráfica de evolución demográfica de Amieva entre 1842 y 2021                                                        |
| |
| Población de derecho según los censos de población del INE Población de hecho según los censos de población del INE |

Su población estuvo marcada por su evolución demográfica, donde hay que destacar una serie de causas que lo han marcado, como por ejemplo la severidad de su medios de montaña, que aunque está recorrido por una vía de comunicación con la Meseta, es una de las menos frecuentadas. Otra causa es su aislamiento respecto a dos ejes principales y esto, unido a sus secas superficies para el aprovechamiento agrícola y la inexistencia de otras actividades que no sea la ganadería, ha desembocado poco a poco en un gran declive demográfico.
Amieva cuenta en la actualidad con una población muy inferior a la de comienzos del siglo XX, marcándose esta reducción en las dos terceras partes de su población. Si en 1900 este concejo tenía 2.669 habitantes, en 1960 el concejo contaba tan solo con 958 habitantes a causa de una gran presión interior, que incita a la emigración con destino a ultramar hasta 1930, cambiando luego de dirección hacía Europa y más tarde hacia el centro de Asturias, y teniendo en 2010 una cifra poblacional de 805 habitantes. Esta salida de la población joven, en especial de mujeres, ha distorsionado su pirámide demográfica, con mayoría masculina y un alto nivel de envejecimiento que se encuentra entre el más alto de la región, trayendo consigo una caída de la natalidad y un crecimiento de la mortalidad, teniendo además una débil estructura económica.

## Economía
Las principales actividades económicas son la ganadería por sus extensos pastos comunales, la agricultura por sus fértiles vegas y la explotación forestal. Todas ellas del sector primario.
Su sector industrial es menos significativo, pues genera poco empleo, sólo el 16,26%, gracias a la producción de electricidad de la CIA Saltos del Dobra: Presa de la Jozica, Central de Restaña y Central de Distribución en Camporriondi.
Su sector servicios se limita a algunas entidades comerciales e instalaciones hoteleras, orientadas al turismo rural. Todo esto ha hecho que su población esté repartida en núcleos pequeños, que se reparten de forma dispersa en las zonas del valle del Sella.

## Comunicaciones
El concejo es atravesado de norte a sur por la carretera N-625 que une Mansilla de las Mulas en la vecina provincia de León con Arriondas, la capital del concejo de Parres y que permite las comunicaciones entre las principales localidades del concejo y los de su alrededor, actuando como eje vertebrador del mismo.

## Administración y política

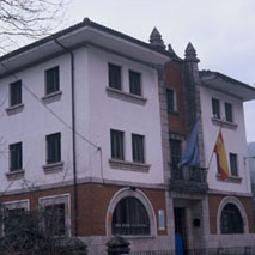
Casa consistorial

### Gobierno municipal
El partido que más tiempo ha gobernado en el concejo ha sido el PSOE que lo hizo durante 16 años. A pesar de ello, en la presente legislatura gobierna el forista José Félix Fernández gracias a un pacto con el PP.
| Periodo   | Nombre                         | Partido | Partido                                    |
| --------- | ------------------------------ | ------- | ------------------------------------------ |
| 1979-1983 | Ángel Intriago Pérez           |         | Unión de Centro Democrático (UCD)          |
| 1983-1991 | Ángel Collado Rivero           |         | Alianza Popular (AP)                       |
| 1991-1995 | Ángel Collado Rivero           |         | Partido Popular (PP)                       |
| 1995-2011 | Ángel García García            |         | Federación Socialista Asturiana (FSA-PSOE) |
| 2011-2023 | José Félix Fernández Fernández |         | Foro Asturias (FAC)                        |
| 2023-act. | Carlos Félix Salazar Alonso    |         | Partido Popular (PP)                       |

| Partido político    | Partido político                                                                | 1979   | 1983   | 1987   | 1991   | 1995   | 1999   | 2003   | 2007   | 2011   | 2015   | 2019   | 2023   |
| Partido político    | Partido político                                                                | Ediles | Ediles | Ediles | Ediles | Ediles | Ediles | Ediles | Ediles | Ediles | Ediles | Ediles | Ediles |
|                     | Alianza Popular (AP)-Partido Popular (PP)                                       | 2      | 3      | 4      | 3      | 4      | 1      | 2      | 3      | 1      | 1      | 2      | 3      |
|                     | Federación Socialista Asturiana (FSA-PSOE)                                      | 4      | 4      | 4      | 3      | 3      | 4      | 5      | 4      | 3      | 2      | 1      | 2      |
|                     | Foro Asturias (FAC)                                                             | —      | —      | —      | —      | —      | —      | —      | —      | 3      | 4      | 2      | 1      |
|                     | Vox                                                                             | —      | —      | —      | —      | —      | —      | —      | —      | —      | —      | —      | 1      |
|                     | Partido Comunista de España (PCE)-Izquierda Unida (IU)-Bloque por Asturies (BA) | —      | —      | 0      | 1      | 0      | 0      | 0      | 0      | 0      | 0      | 0      | 0      |
|                     | Ciudadanos (CS)                                                                 | —      | —      | —      | —      | —      | —      | —      | —      | —      | —      | 2      | —      |
|                     | Partíu Asturianista (PAS)-Unidá Nacionalista Asturiana (UNA)                    | —      | —      | 0      | 2      | 2      | 1      | 0      | —      | —      | —      | —      | —      |
|                     | Unión de Centro Democrático (UCD)-Centro Democrático y Social (CDS)             | 5      | 2      | 1      | 0      | —      | —      | —      | —      | —      | —      | —      | —      |
|                     | Unión Renovadora Asturiana (URAS)                                               | —      | —      | —      | —      | —      | 1      | —      | —      | —      | —      | —      | —      |
| Total de concejales | Total de concejales                                                             | 11     | 9      | 9      | 9      | 9      | 7      | 7      | 7      | 7      | 7      | 7      | 7      |

### Organización territorial
El concejo de Amieva está formado por 5 parroquias, nombres oficiales entre paréntesis:
- Amieva
- Argolibio (Samartín)
- Mian
- San Román
- Sebarga

## Cultura

### Patrimonio
La arquitectura tradicional es el patrimonio artístico del concejo, estando determinada por su marco físico, ya que al ser un concejo de montaña no hay grandes construcciones, sino que abundan las iglesias y las casonas. Entre ellas destacaremos:
La iglesia de Santa María de Mián, es el edificio más antiguo del concejo. De su primera etapa prerrománica sólo conserva su perímetro, que conforma un edificio de nave única con cabecera cuadrada. Después se reconstruyó a modo de templo románico, aunque hoy en día apenas es visible debido a un incendio. Su interior carece de decoración, su cubierta es de bóveda de cañón, careciendo de iluminación natural. El exterior es de carácter cerrado con muros de mampostería.
La iglesia de San Pedro de Vega, de planta rectangular, nave única y cabecera cuadrada. En la fachada occidental se abre la portada principal, formada por una arcada de medio punto, remata la iglesia una voluminosa espadaña de sillares con dos huecos para campana. Se destacan las cuatro cabezas angélicas aladas, que se sitúan en las cuatro esquinas de la iglesia. El interior está modernizado pero respetando la obra original.
Existen también cierto número de capillas rurales, de modestas dimensiones, destacando la de Santiago de Vis, del siglo XVI o XVII, con su airoso pórtico apoyado en columnillas de piedra sobre el muro de mampostería. La de San José de Carenes con un gran arco de medio punto en la puerta, presenta planta rectangular, precedida de porche de pequeñas dimensiones. La de San Antonio en Sina que tiene en su interior un retablo barroco dorado y policromado.
En su arquitectura civil cabe destacar.
La casona de Cirieño de origen renacentista de los siglos XV-XVI. Es un edificio de bloque compacto rectangular, al que se le ha ido arrimado posteriores construcciones. Su fachada no está ordenada, presentando un carácter libre en la disposición de los elementos. En el piso superior se abre en balcón con los restos de los apoyos de los voladizos, franqueados por dos ventanas cuadradas. Hoy en día la casa hace las veces de granero y está en estado de total abandono.
La torre de Siña, reproduce el modelo de vivienda de la arquitectura medieval. Es una torre de volumen cuadrado que presenta tres alturas. La parte principal está en la planta baja con diseño adintelado rodeado de una moldura, la continuación de la puerta es el balcón principal y también rodeado de similares molduras. Sobre el balcón queda el hueco del escudo nobiliario, pero aún existe otro pequeño cerca de la esquina de la fachada. Todo el frente está hecho en sillar de esmerada talla a diferencia de las otras fachadas.
La conocida por casa Peribajo, con apariencia de casona rural, tiene su origen en una antigua torre bajomedieval. Presenta muros macizos con escasos vanos de tipo saetera, las ventanas adinteladas están realizadas con sillares monolíticos. Entre los añadidos sucesivos destaca, el corredor de madera que cubre la entrada principal y a la que se accede desde el exterior de la vivienda.
La conocida por casa Fondón, casa rural de planta rectangular, dos alturas y fachada alargada en el que se abre un corredor de tallado en el piso superior. A un lado de la fachada quedan restos de pintura decorativa, una decoración que ha perdurado en pocas casas y que fue bastante frecuente, en las viviendas de esta época. El conjunto se completa con amplias dependencias, establo y una hermosa panera de 14 pegollos de madera.

### Fiestas
Entre las fiestas que se celebran en el concejo cabe destacar las siguientes:
- 13 de junio: la Conmemoración de San Antonio de Sames
- 20 de junio: San Antonio en Argolibio
- Primer sábado de julio: La Santina en Sames
- 16 de julio: El Carmen en Sames
- 18 de julio:Santa Marina en Cien
- 25 de julio: Santiago en Vis
- Último sábado de julio: San Antonio en Villaverde
- 9 de agosto, San Román en San Román
- Segundo sábado de agosto: Nuestra Señora en Vega de Pervis
- Último sábado de agosto: San Roque en Pen
- 8 de septiembre: Nuestra Señora en Amieva

También se celebran diversas ferias y certámenes, como por ejemplo el Certamen del queso de Los Beyos en Amieva el primer sábado de junio, dedicado a este queso autóctono.